# Kampli, Koppal
Kampli là một làng thuộc tehsil Koppal, huyện Koppal, bang Karnataka, Ấn Độ.